# Ли Џухао
Ли Џухао (кин: 李朱濠, пинјин Lǐ Zhūháo; Венџоу, 9. јануар 1999) кинески је пливач чија специјалност су трке делфин стилом на 100 и 200 метара. Вишеструки је светски јуниорски рекордер у тркама на 100 и 200 метара делфин стилом, учесник светских првенстава, Олимпијских и Азијских игара.

## Спортска каријера
Џухао је међународну каријеру започео такмичећи се на митинзима светског купа у малим базенима, а прво велико такмичење на ком је наступио биле су Азијске игре 2014. у корејском Инчону где је освојио и прве медаље у каријери — сребро на 100 делфин и злато у штафети 4×100 мешовито. Годину дана касније дебитовао је на светском првенству у Казању  где је успео да се пласира у финале трке на 100 делфин које је окончао на осмој позицији.
Дебитантски наступ на Олимпијским играма имао је у Рију 2016, а најбољи резултат је остварио у финалу трке на 100 делфин у којем је заузео укупно пето место, заоставши свега 0,12 секунди за местом које је обезбеђивало олимпијску бронзану медаљу. 
Нови пласман у финале у својој примарној дисциплини на 100 делфин остварио је на светском првенству у Будимпешти 2017, а на истом такмичењу освојио је и прву медаљу на светским првенствима у каријери, бронзу у микс штафети 4×100 мешовито. 
Низ добрих наступа на Азијским играма наставио је на Играма у Џакарти 2018. где је освојио три медаље, по једно злато (4×100 мешовито), сребро (100 делфин) и бронзу (200 делфин). Годину је окончао освајањем неколико првих места на такмичењима светског купа у малим базенима и са две бронзе на светском првенству у малим базенима. 
На светском првенству у корејском Квангџуу 2019. није успео да се пласира у финала у појединачним тркама на 100 (14) и 200 делфин (37. место) док је у финалу мушке штафете на 4×100 мешовито заузео седмо место.